# Siegen, Bas-Rhin

Siegen este o comună în departamentul Bas-Rhin, Franța. În 1 ianuarie 2022 avea o populație de 516 de locuitori.